# Les Nouveaux Partisans
Les Nouveaux Partisans, o Nous sommes les Nouveaux Partisans (en español: Los Nuevos Partisanos, o Nosotros somos los Nuevos Partisanos), es una canción escrita y compuesta en 1968 por Dominique Grange para el movimiento comunista de la Izquierda Proletaria (GP), del que entonces era una activista activa. En la época en que Dominique Grange compuso este himno, participaba en el movimiento “establecido” y trabajaba en fábricas de los suburbios de Niza.
El título y la letra de esta canción expresan las inclinaciones de la Izquierda Proletaria hacia el anticapitalismo violento y la lucha armada, así como su identificación con la Resistencia y en particular con los Francotiradores y Partisanos (FTP). 
El título alude al famoso Chant des Partisans (El canto de los partisanos), que fue el himno de la Resistencia interna francesa.

## Historia
En 2005, en el segundo CD del recopilatorio L'Utopie toujours de Dominique Grange, François Béranger interpretó una versión más corta.
En 2008, con motivo de la conmemoración del 40 aniversario de Mayo del 68, Dominique Grange y su marido Jacques Tardi lanzaron un álbum en CD de canciones revolucionarias, 1968-2008, n'effacez pas nos traces, que incluía, entre otras, Les Nouveaux Partisans .
En 2011, la Compañía Jolie Môme lanzó un CD, Paroles de mutins, en el que versionan Les Nouveaux Partisans .
En 2013, con motivo del 45º aniversario de Mayo del 68, la grabación original de la canción Les Nouveaux Partisans apareció en el álbum de Dominique Grange, titulado Notre longue marche .
En 2021, esta misma grabación fue reeditada para promocionar el álbum de cómics de Tardi, Élise et les Nouveaux Partisans .

## Discografía
- Los Nuevos Partisanos (hecho por Dominique Grange, 1968).[2]

- Utopia still (recopilación - 17 canciones de Dominique Grange en 2 CD + folleto ilustrado por Tardi ), enero de 2005.[3]

CD 1: Blunder - Cara negra - La voz de las cárceles - Palacio de Hammam - El anciano - Atardecer tranquilo en los suburbios - Los ángeles de la muerte - Matan caballos - Un día para hacer una maleta.
CD 2: El Inframundo - Huelga ilimitada - Cada uno de ustedes está preocupado - Abajo el estado policial - Los Nuevos Partisanos - La misma sangre late dentro de nosotros - Todas estas terribles palabras - Los Nuevos Partisanos (versión corta, por François Béranger ) .
- 1968-2008… No borres nuestras huellas! (folleto ilustrado por Tardi), marzo de 2008 [4]

Huelga indefinida - Cada uno de ustedes está preocupado - Pierrot ha caído - La Comuna está luchando - Sangre - Entre el océano y la cordillera - La niña del silencio - Ríos subterráneos - París, esa primavera - Todavía rebeldes, todavía en pie - El tiempo de las cerezas - Derecho de asilo - El inframundo - Los nuevos partisanos - No borren nuestras huellas!
- Paroles de Mutins de la compañía Jolie Môme

Los Piratas - El Himno de las Mujeres - Si lo hubiera sabido - Está pasando en la calle - La Crisis - Hirviendo - Gran Hermano - Ay, ay, ay, ay - Si ves a Papa Noel - Cerca de mi casa - Sonido de la barricada - Democracia policial - Los nuevos partisanos - Lilith
- Nuestro largo camino (19 grabaciones originales de Dominique Grange ), Sólo un rastro, abril 2013 [5]

No borres nuestras huellas! - El inframundo - Golpe ilimitado - Despejado! Despejado! Despejado! - La Comuna está en lucha - Pierrot ha caído - La misma sangre late en nosotros - Entre océano y cordillera - Los ríos subterráneos - En el barranco de los niños perdidos (Canción para Vauquois) - Déjame pasar, centinela! - El Desertor - Los Nuevos Partisanos  - Cada uno de ustedes está preocupado - Cara Negra - Los Ángeles de la Muerte - Derecho de Asilo - Abajo el Estado Policial! - Siempre rebeldes, siempre de pie!